# Certonotus
Certonotus is een geslacht van insecten uit de orde vliesvleugeligen (Hymenoptera) en de familie Ichneumonidae.

## Soorten
- C. andrewi Gauld & Holloway, 1986
- C. annulatus Morley, 1913
- C. apicalis Morley, 1913
- C. avitus Gauld & Holloway, 1986
- C. celeus Gauld & Holloway, 1986
- C. cestus Gauld & Holloway, 1986
- C. farrugiai Gauld & Holloway, 1986
- C. flaviceps (Vollenhoven, 1879)
- C. fractinervis (Vollenhoven, 1873)
- C. geniculatus Morley, 1913
- C. hinnuleus Krieger, 1901
- C. humeralifer Krieger, 1901
- C. ixion Gauld & Holloway, 1986
- C. leeuwinensis Turner, 1919
- C. lorentzi Cameron, 1911
- C. mogimbensis Cheesman, 1936
- C. monticola Morley, 1913
- C. nitidulus Morley, 1913
- C. paluma Gauld & Holloway, 1986
- C. pineus Gauld & Holloway, 1986
- C. rufescens Morley, 1913
- C. rufipes Cameron, 1911
- C. rufus Mocsary, 1905
- C. seminiger Krieger, 1901
- C. similis Krieger, 1901
- C. sisyphus Gauld & Holloway, 1986
- C. talus Gauld & Holloway, 1986
- C. toolangi Gauld & Holloway, 1986
- C. varius Kriechbaumer, 1889
- C. vestigator (Smith, 1858)
- C. zebrus Gauld & Holloway, 1986